# Bréançon
Bréançon est une commune française située dans le département du Val-d'Oise en région Île-de-France, sur une butte dominant le plateau du Vexin, à environ 45 km au nord-ouest de Paris.
Ses habitants sont appelés les Bréançonnais.

## Géographie

### Description
Bréançon est située sur une butte dominant le plateau du Vexin, au cœur du Vexin français. Elle fait partie du parc naturel régional du Vexin français.

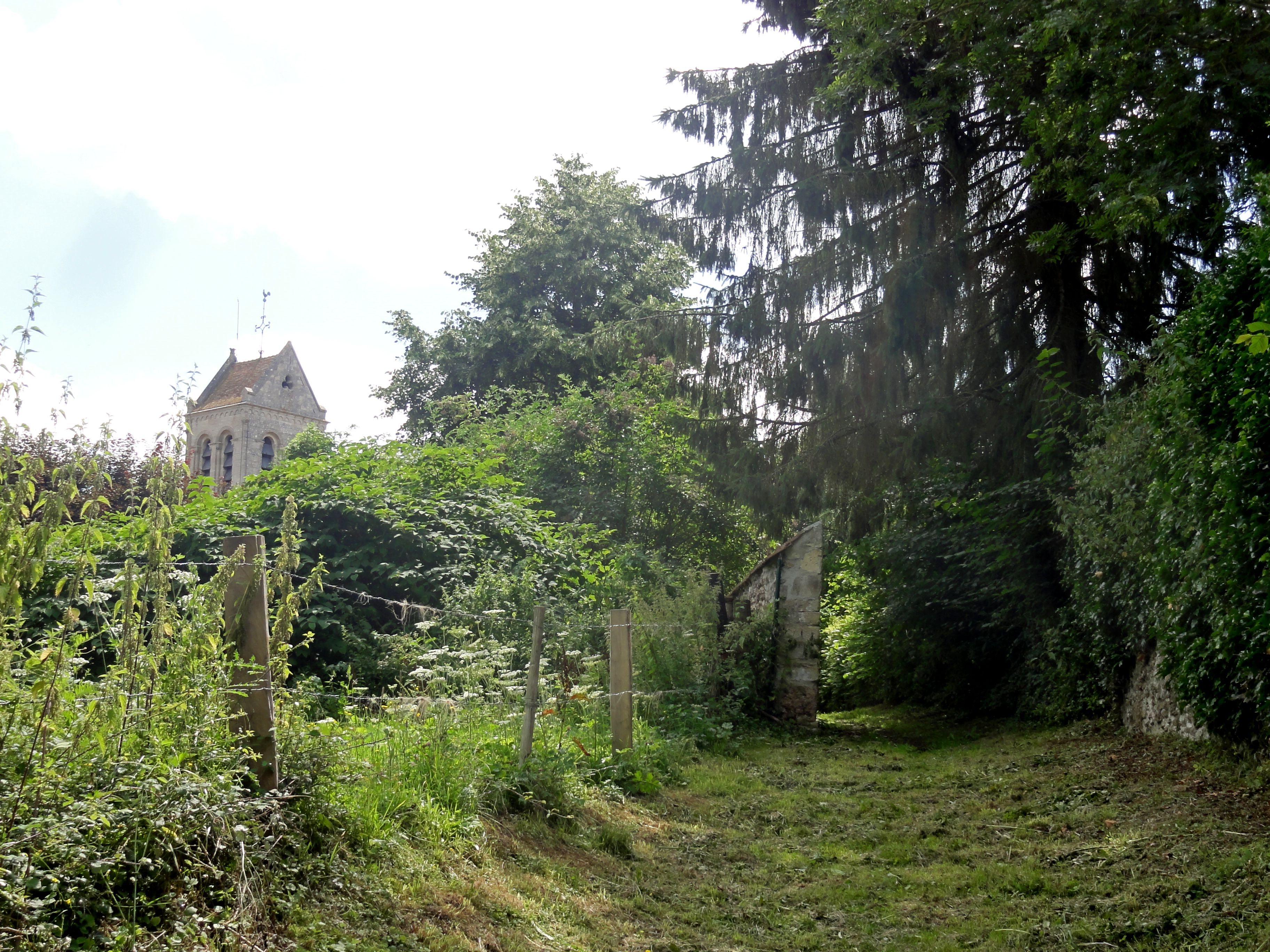
Paysage de la commune et le clocher, depuis le sentier de la Fontaine.

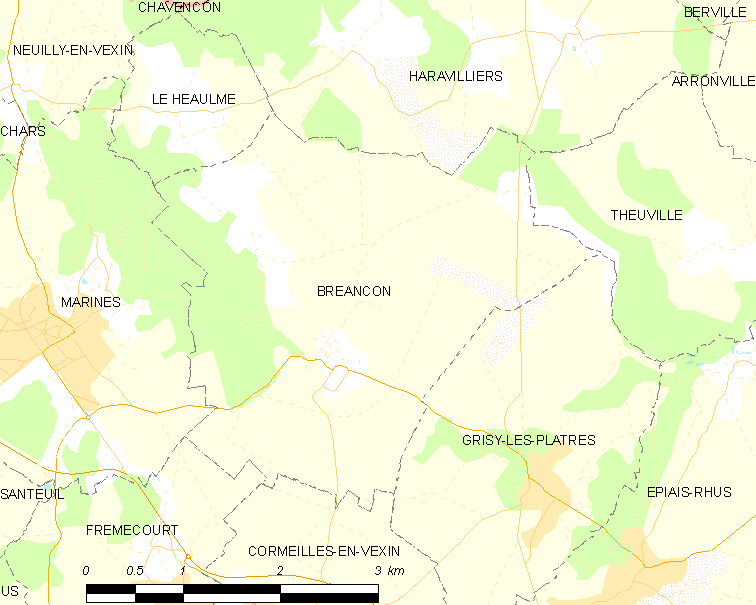
Carte de la commune.
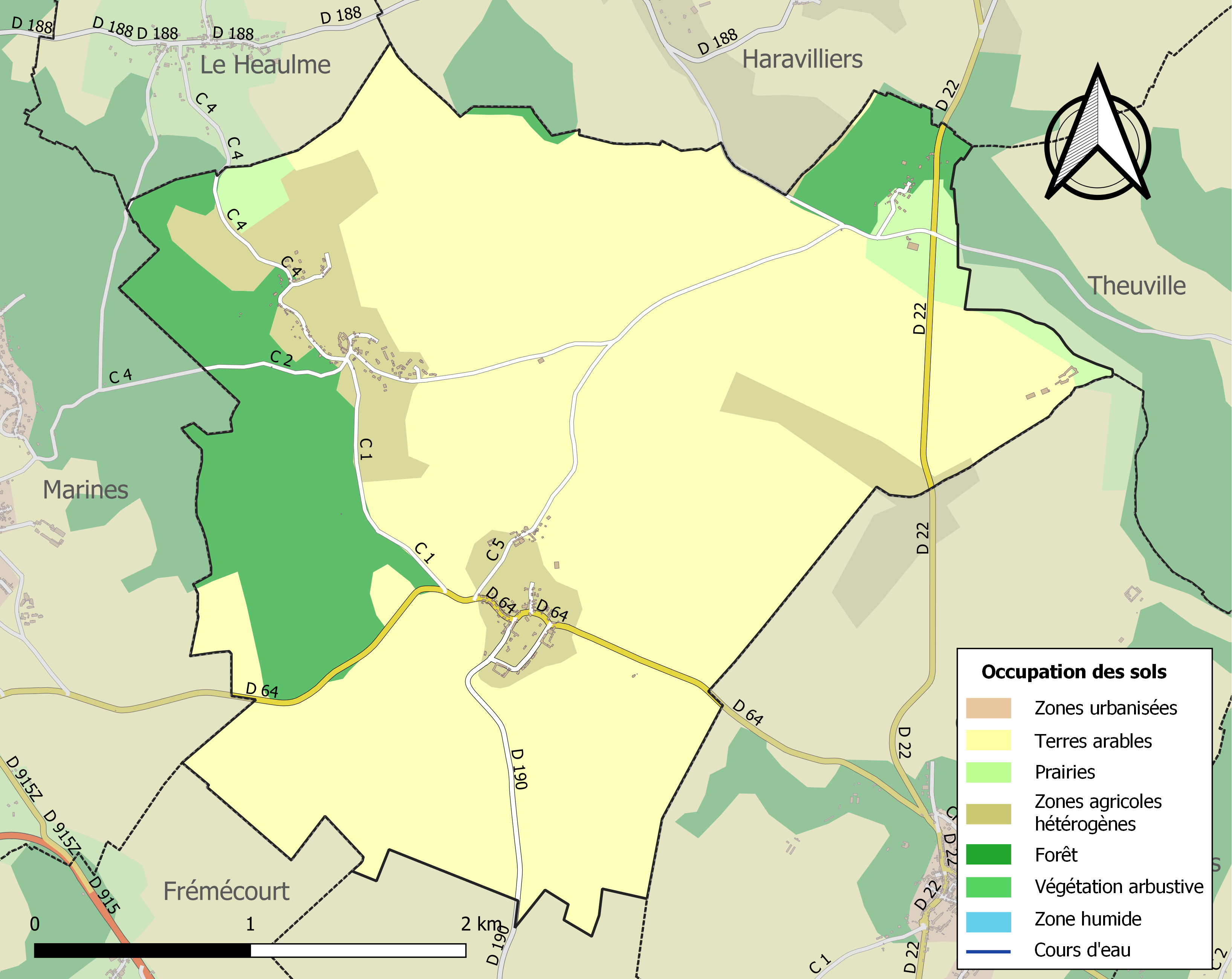
Occupation des sols.

Le sentier de grande randonnée GR1 traverse la commune de Marines à l'ouest à Grisy-les-Plâtres à l'est.

### Communes limitrophes
La commune est limitrophe de Marines, Le Heaulme, Haravilliers, Theuville, Grisy-les-Plâtres, Cormeilles-en-Vexin et Frémécourt.
| Le Heaulme |                     | Haravilliers      |
| Marines    | Bréançon            | Theuville         |
| Frémécourt | Cormeilles-en-Vexin | Grisy-les-Plâtres |

### Climat
Pour des articles plus généraux, voir Climat de l'Île-de-France et Climat du Val-d'Oise.
En 2010, le climat de la commune est de type climat océanique dégradé des plaines du Centre et du Nord, selon une étude du CNRS s'appuyant sur une série de données couvrant la période 1971-2000. En 2020, Météo-France publie une typologie des climats de la France métropolitaine dans laquelle la commune est exposée à un climat océanique et est dans la région climatique Sud-ouest du bassin Parisien, caractérisée par une faible pluviométrie, notamment au printemps (120 à 150 mm) et un hiver froid (3,5 °C).
Pour la période 1971-2000, la température annuelle moyenne est de 10,7 °C, avec une amplitude thermique annuelle de 14,8 °C. Le cumul annuel moyen de précipitations est de 722 mm, avec 10,1 jours de précipitations en janvier et 8,1 jours en juillet. Pour la période 1991-2020, la température moyenne annuelle observée sur la station météorologique la plus proche, située sur la commune de Boissy-l'Aillerie à 8 km à vol d'oiseau, est de 11,2 °C et le cumul annuel moyen de précipitations est de 635,8 mm,. Pour l'avenir, les paramètres climatiques de la commune estimés pour 2050 selon différents scénarios d'émission de gaz à effet de serre sont consultables sur un site dédié publié par Météo-France en novembre 2022.

## Urbanisme

### Typologie
Au 1er janvier 2024, Bréançon est catégorisée commune rurale à habitat dispersé, selon la nouvelle grille communale de densité à sept niveaux définie par l'Insee en 2022.
Elle est située hors unité urbaine. Par ailleurs la commune fait partie de l'aire d'attraction de Paris, dont elle est une commune de la couronne,. Cette aire regroupe 1 929 communes,.

### Hameaux et écarts
La commune se compose de quatre hameaux : le Bourg, le Rosnel, le Fay et la Ferme de la Laire.

## Toponymie
Brienchon.
Le nom de Bréançon provient du pré-gaulois briga, hauteur, suivi du suffixe -ant et de -onem[réf. nécessaire].

## Histoire
Le territoire de la commune est occupé dès l'époque Antique comme l'atteste la découverte de fondations gallo-romaines au lieu-dit la Marette.
Le village subit les ravages commis par les Anglais en 1435 pendant la guerre de Cent Ans  comme plusieurs villages du Vexin et voit son église détruite.
Le village est desservi jusqu'en 1949  par la ligne Valmondois - Marines, une ligne de chemin de fer secondaire à voie métrique mise en service en 1886, et qui facilitait le déplacement des habitants et le transport des marchandises à une époque où le transport automobile n'existait pas encore ou était moins performant que de nos jours.
Au cours de la Première Guerre mondiale, les troupes françaises sont cantonnées sur la commune, puis  les troupes allemandes et finalement les troupes américaines au cours de la Seconde Guerre mondiale.

## Politique et administration

### Rattachements administratifs et électoraux
Rattachements administratifs
Antérieurement à la loi du 10 juillet 1964, la commune faisait partie du département de Seine-et-Oise. La réorganisation de la région parisienne en 1964 fit que la commune appartient désormais au département du Val-d'Oise et à son arrondissement de Pontoise après un transfert administratif effectif au 1er janvier 1968.
Elle faisait partie depuis  1801 du canton de Marines de Seine-et-Oise puis du Val-d'Oise. Dans le cadre du redécoupage cantonal de 2014 en France, cette circonscription administrative territoriale a disparu, et le canton n'est plus qu'une circonscription électorale.
Rattachements électoraux
Pour les élections départementales, la commune est membre depuis 2014 du canton de Pontoise.
Pour l'élection des députés, elle fait partie de la première circonscription du Val-d'Oise.

### Intercommunalité
La commune, initialement membre de la communauté de communes Val de Viosne, est membre, depuis le 1er janvier 2013, de la communauté de communes Vexin centre.
En effet, cette dernière a été constituée le 1er janvier 2013 par la fusion de la communauté de communes des Trois Vallées du Vexin (12 communes), de la communauté de communes Val de Viosne (14 communes) et  de la communauté de communes du Plateau du Vexin (8 communes), conformément aux prévisions du schéma départemental de coopération intercommunale du Val-d'Oise approuvé le 11 novembre 2011.

### Liste des maires
| Période                                  | Période  | Identité         | Étiquette | Qualité |
| ---------------------------------------- | -------- | ---------------- | --------- | ------- |
| Les données manquantes sont à compléter. |          |                  |           |         |
| mars 2001                                | 2008     | Bernard Gasselin | DVD       |         |
| mars 2008                                | 2014     | Christian Bago   |           |         |
| 2014                                     | mai 2020 | Armand Dedieu    |           |         |
| mai 2020                                 | En cours | Gilles Molland   |           |         |

## Population et société

### Démographie
L'évolution du nombre d'habitants est connue à travers les recensements de la population effectués dans la commune depuis 1793. Pour les communes de moins de 10 000 habitants, une enquête de recensement portant sur toute la population est réalisée tous les cinq ans, les populations de référence des années intermédiaires étant quant à elles estimées par interpolation ou extrapolation. Pour la commune, le premier recensement exhaustif entrant dans le cadre du nouveau dispositif a été réalisé en 2005.

En 2022, la commune comptait 425 habitants, en évolution de +13,03 % par rapport à 2016 (Val-d'Oise : +4 %, France hors Mayotte : +2,11 %).
| 1793 | 1800 | 1806 | 1821 | 1831 | 1836 | 1841 | 1846 | 1851 |
| ---- | ---- | ---- | ---- | ---- | ---- | ---- | ---- | ---- |
| 396  | 379  | 400  | 405  | 408  | 367  | 370  | 396  | 362  |

| 1856 | 1861 | 1866 | 1872 | 1876 | 1881 | 1886 | 1891 | 1896 |
| ---- | ---- | ---- | ---- | ---- | ---- | ---- | ---- | ---- |
| 350  | 326  | 352  | 338  | 334  | 291  | 337  | 278  | 231  |

| 1901 | 1906 | 1911 | 1921 | 1926 | 1931 | 1936 | 1946 | 1954 |
| ---- | ---- | ---- | ---- | ---- | ---- | ---- | ---- | ---- |
| 245  | 236  | 235  | 209  | 200  | 193  | 175  | 170  | 189  |

| 1962 | 1968 | 1975 | 1982 | 1990 | 1999 | 2005 | 2006 | 2010 |
| ---- | ---- | ---- | ---- | ---- | ---- | ---- | ---- | ---- |
| 231  | 213  | 210  | 257  | 311  | 332  | 365  | 376  | 371  |

| 2015 | 2020 | 2022 | - | - | - | - | - | - |
| ---- | ---- | ---- | - | - | - | - | - | - |
| 376  | 420  | 425  | - | - | - | - | - | - |

## Économie
- Agriculture.

## Culture locale et patrimoine

### Lieux et monuments
Bréancon compte un monument historique sur son territoire :
- Église Saint-Crépin-Saint-Crépinien, rue de l'Église (classée monument historique par arrêté du 25 septembre 1980[23]) : elle a été édifiée successivement entre la fin du XIIe siècle et le début du XIIIe siècle, en commençant par le petit chœur carré et la croisée du transept, en même temps base du clocher. Ces deux travées renferment des chapiteaux d'une grande qualité, et illustrent bien la transition du style roman vers l'architecture gothique. Le transept est également intéressant pour l'ordonnancement inhabituel des supports des voûtes. La nef et ses bas-côtés ont été bâties peu de temps après les parties orientales, bien que l'aspect extérieur suggère une construction de style néo-classique : en effet, la façade et les murs des bas-côtés ont été refaits en 1774, et la nef a été adapté quelque peu au goût de l'époque, mais les grandes arcades et les voûtes gothiques ont été conservées. L'étage de beffroi du clocher central du XIIIe siècle avait disparu au XIXe siècle. Il a été réinventé à l'occasion d'une importante campagne de restauration en 1894. Ainsi, l'église a retrouvé sa silhouette emblématique, assez représentative des petites églises gothiques de la région[24],[25].
Les deux statues en pierre calcaire polychrome de saint Crépin et saint Crépinien, patrons de l’église datent du XIVe siècle. Lors d’une restauration en 1980, la polychromie d’origine a pu être restituée, et les statues ont de nouveau été nettoyées en 1998.
La cuve des fonts baptismaux, en pierre calcaire date du premier quart du XVIe siècle mais repose sur un pied moderne[13].

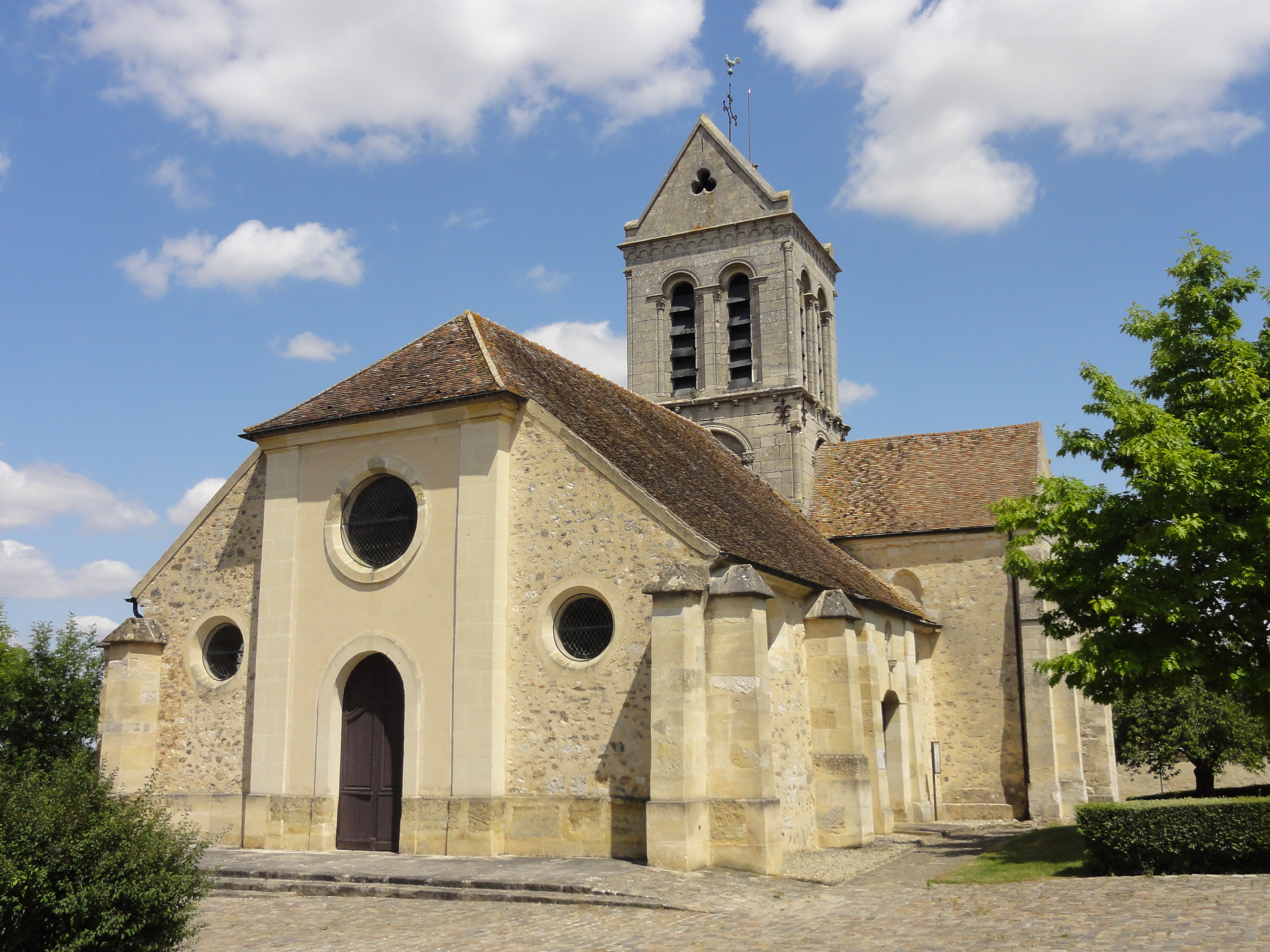
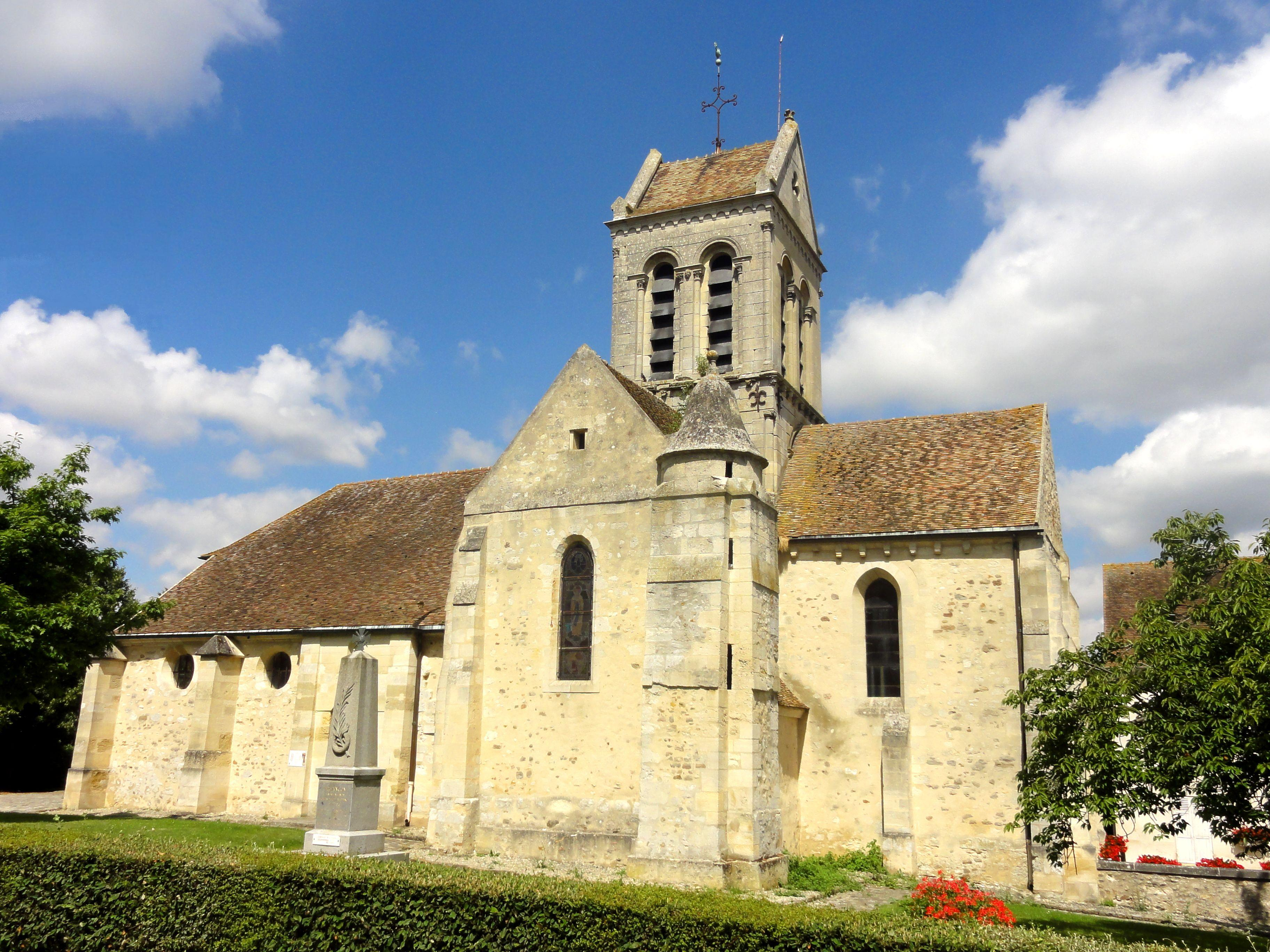
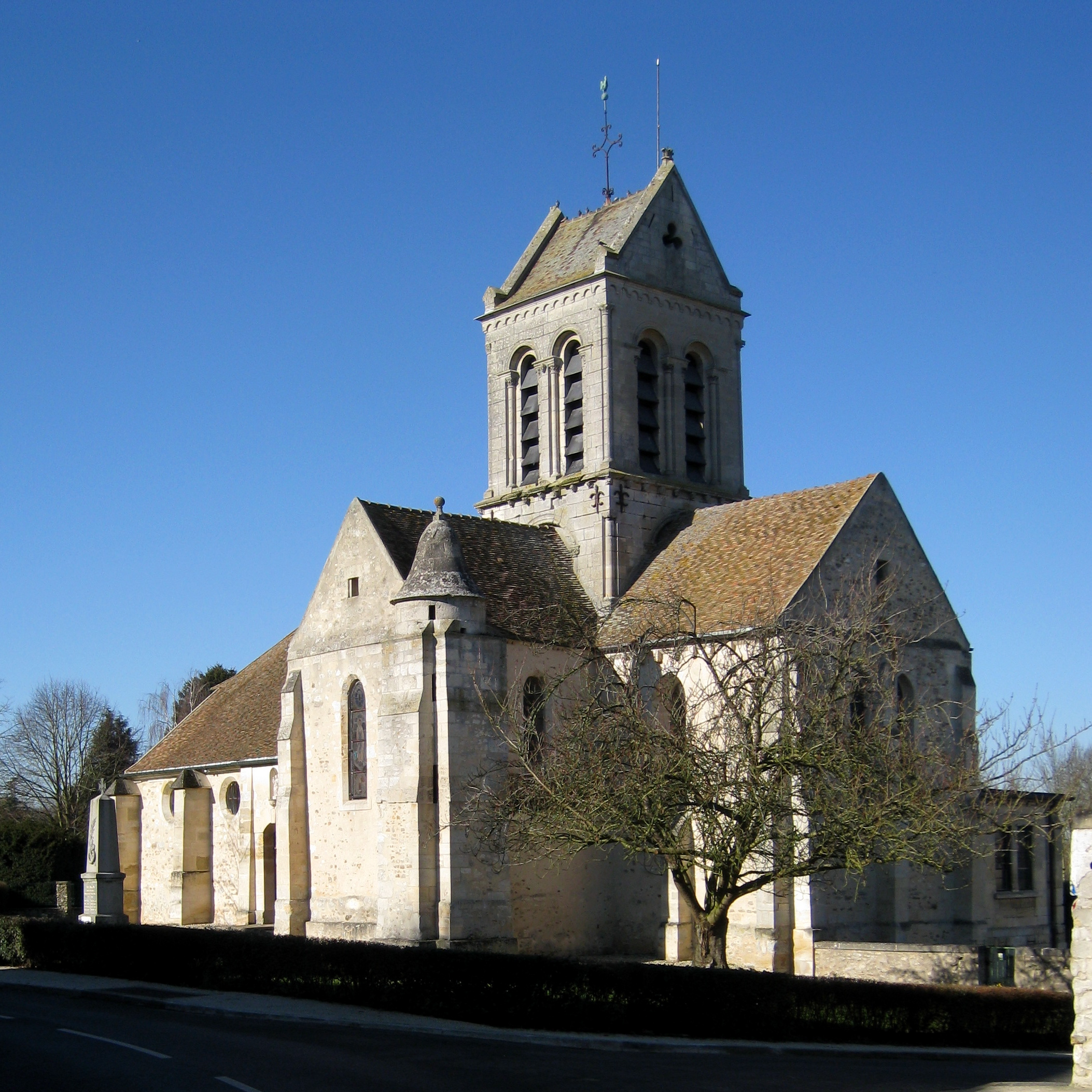
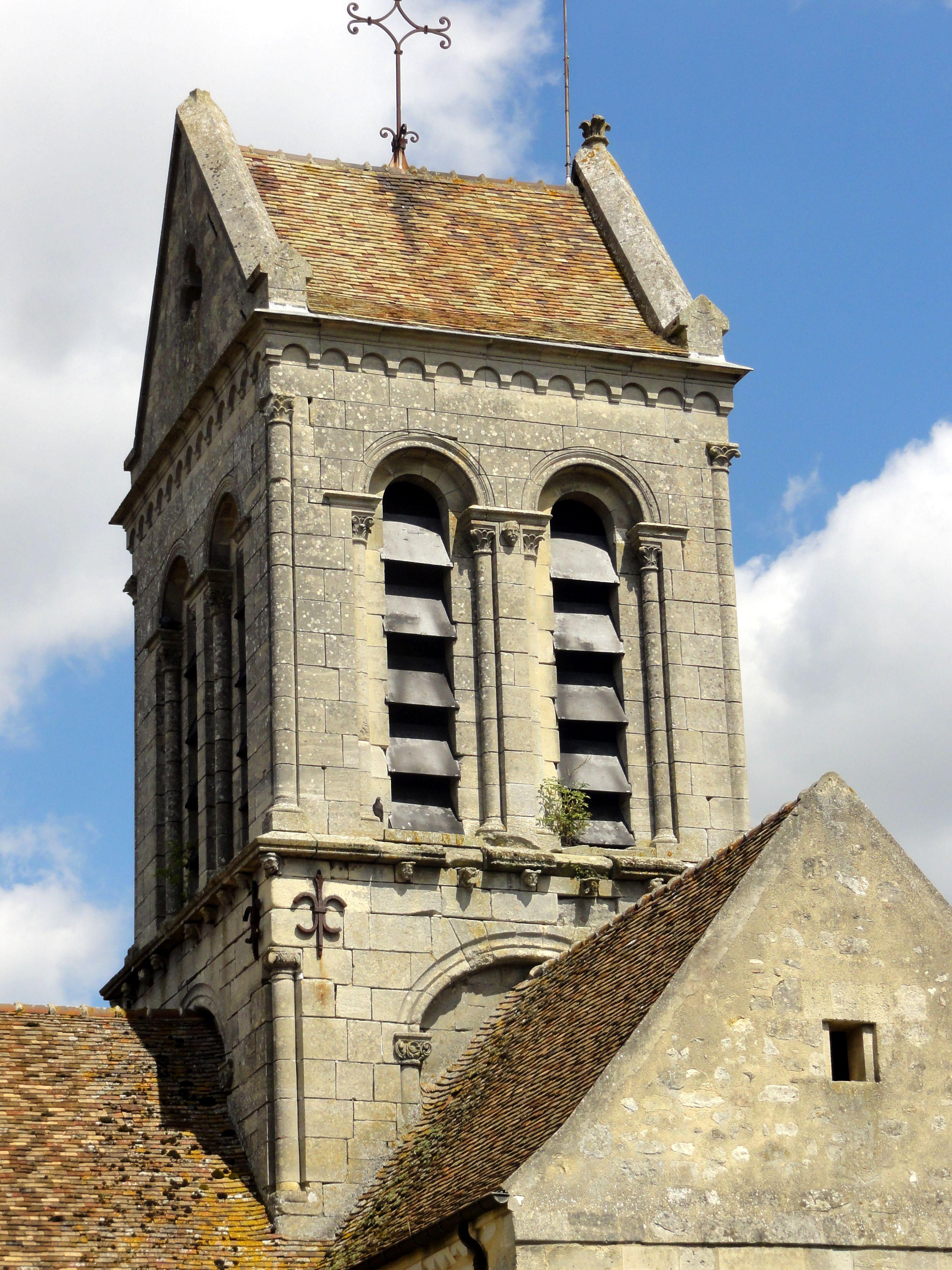
Détail du clocher.
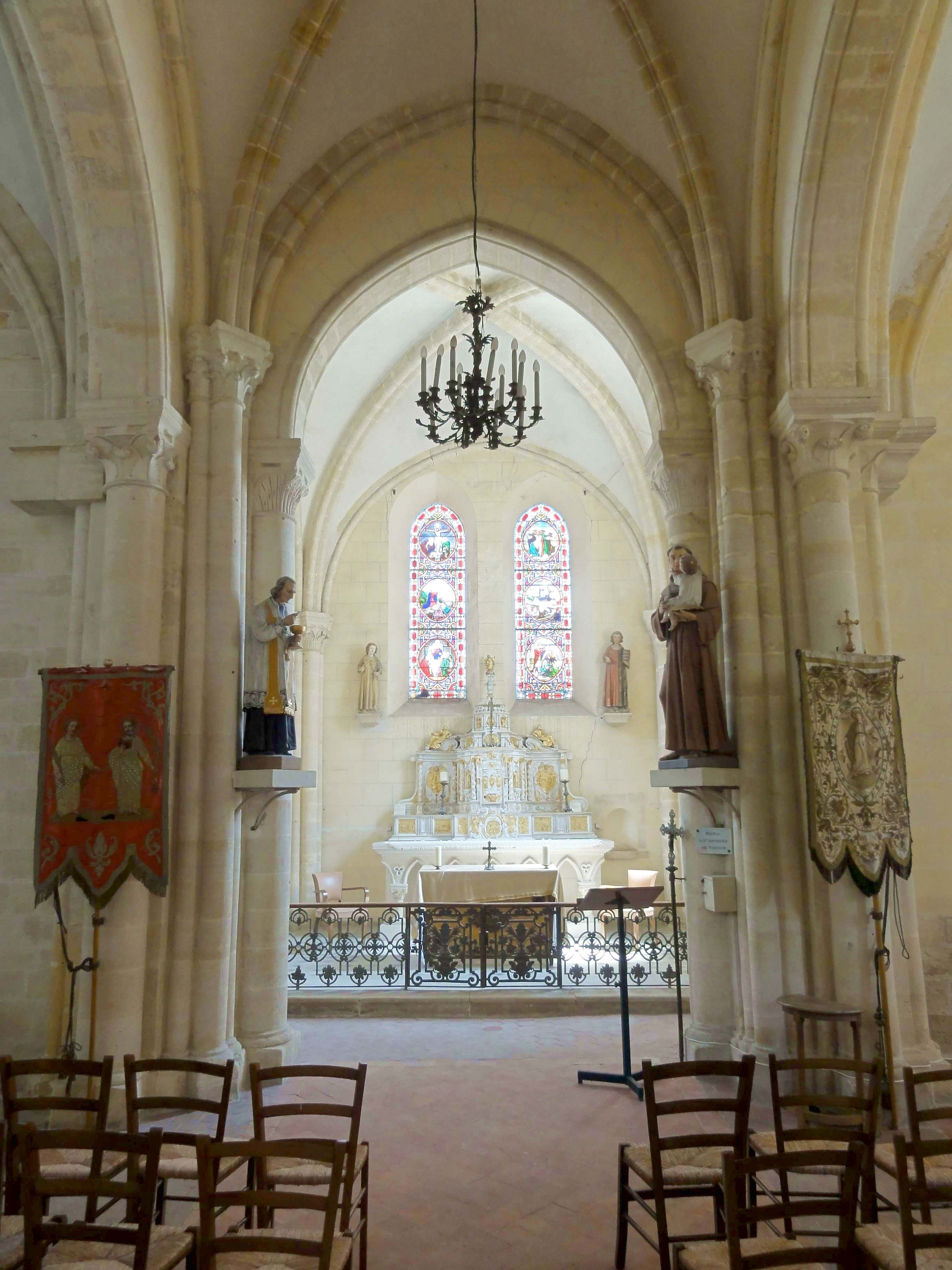
Le chœur.
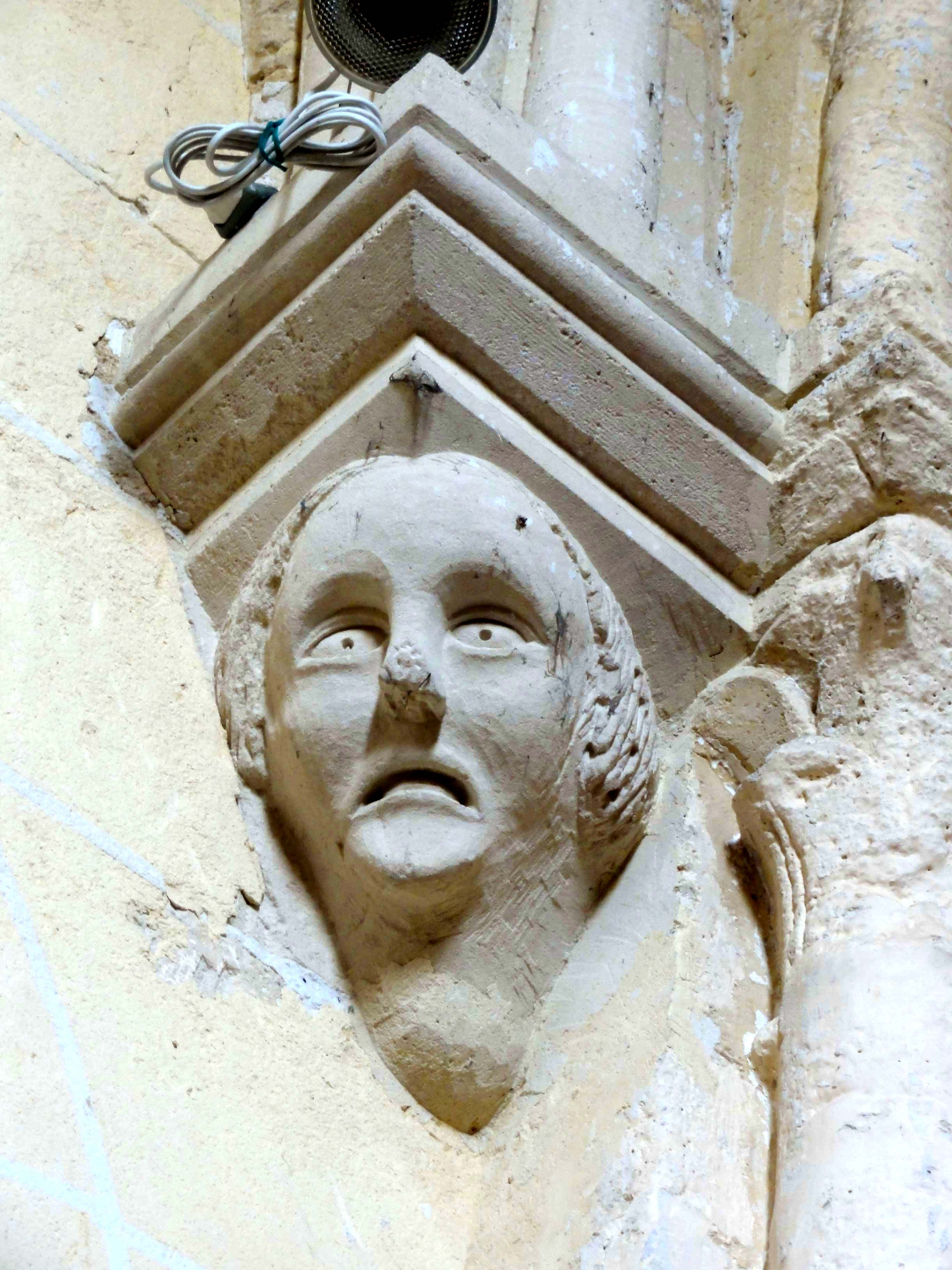
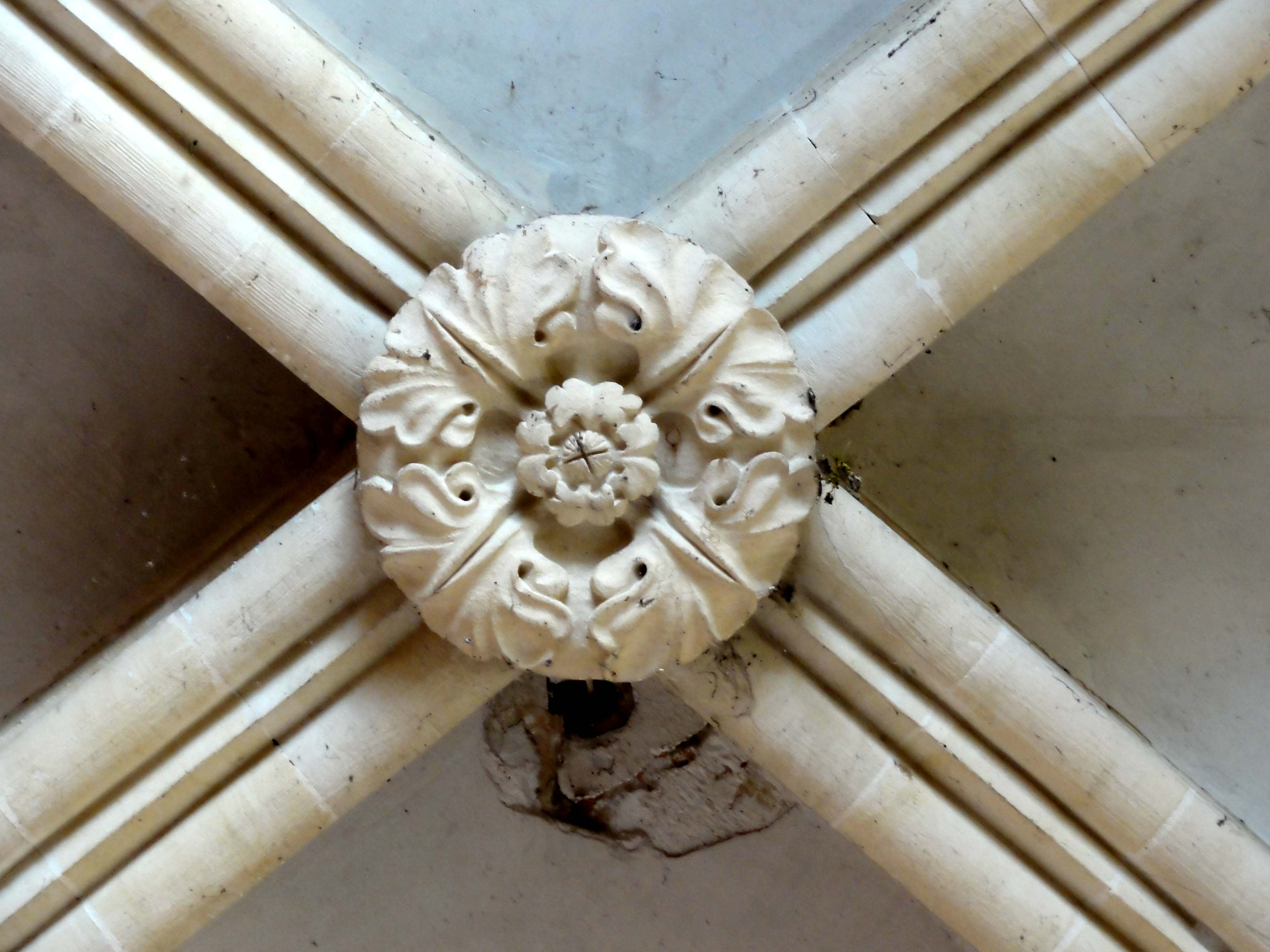
Croisée d'ogives.

On peut également signaler :
- Château, rue de la Liberté : C'est une grande maison du XIXe siècle, avec une façade sobre en pierre de taille, sans style particulier. Le château proprement dit a été détruit. Le portail de la cour avec sa grande toiture est particulièrement imposant et possède quatre contreforts avec des consoles moulurées[25].
- Ancienne fontaine, sentier de la Fontaine : Il s'agit d'une source avec un petit bassin rectangulaire, rehaussé d'une margelle et entouré de murs de trois côtés. Les habitants y ont puisé de l'eau jusque dans les années 1950[25].
- Croix de cimetière : La petite croix en pierre sculptée remonte au XVIe siècle. Elle est montée sur un haut fût cylindrique monolithique prenant directement appui sur un soubassement à quatre degrés, sans socle interposé[25].
- Ancienne gare, en écart, près de la RD 64 à l'est du village : Le bâtiment-voyageurs avec sa halle de marchandises accolée correspond à un plan-type de la Société générale des chemins de fer économiques, utilisé sur la plupart des réseaux gérés par cette compagnie. Construite en 1899, la gare de Bréançon se situait sur la ligne de Valmondois à Marines fermée au trafic voyageurs en 1949. Ce fut l'avant-dernière gare avant le terminus de Marines[25].
- Ferme de la Laire, en écart, à l'extrémité est du territoire communal près de Theuville : Cette grande ferme céréalière caractéristique du Vexin français s'organise autour d'une cour carrée avec deux entrées, une vers l'ouest sur le chemin d'accès depuis la RD 22, et l'autre vers les champs. Sur la cour, se dresse un colombier cylindrique de 2 800 boulins pour autant de couples de pigeons. Deux ouvertures avec pierres d'envol sont percées dans les murs, et une lucarne en bâtière permettant l'envol est ménagée sur le toit en poivrière[25].

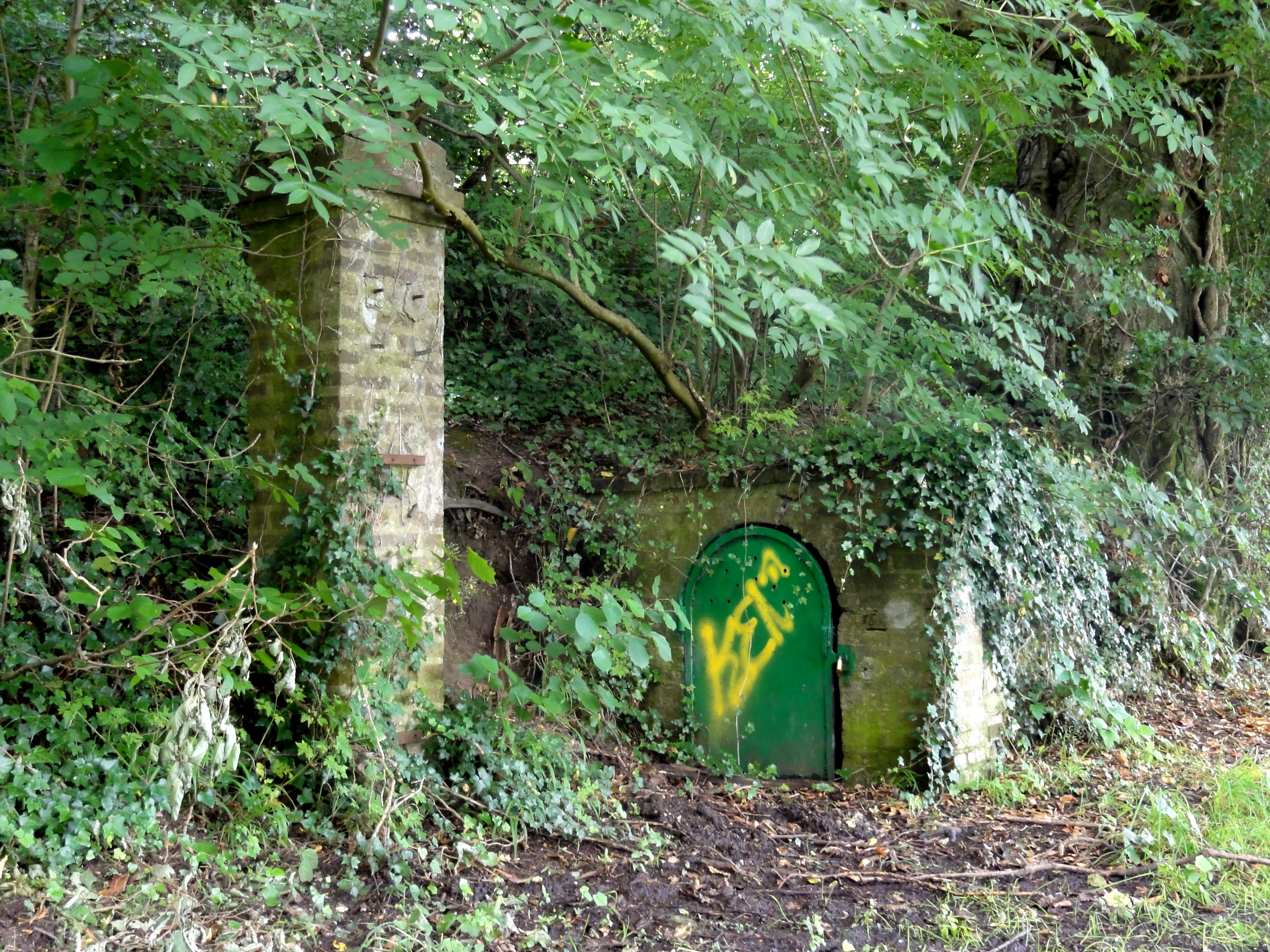
Ancienne fontaine.
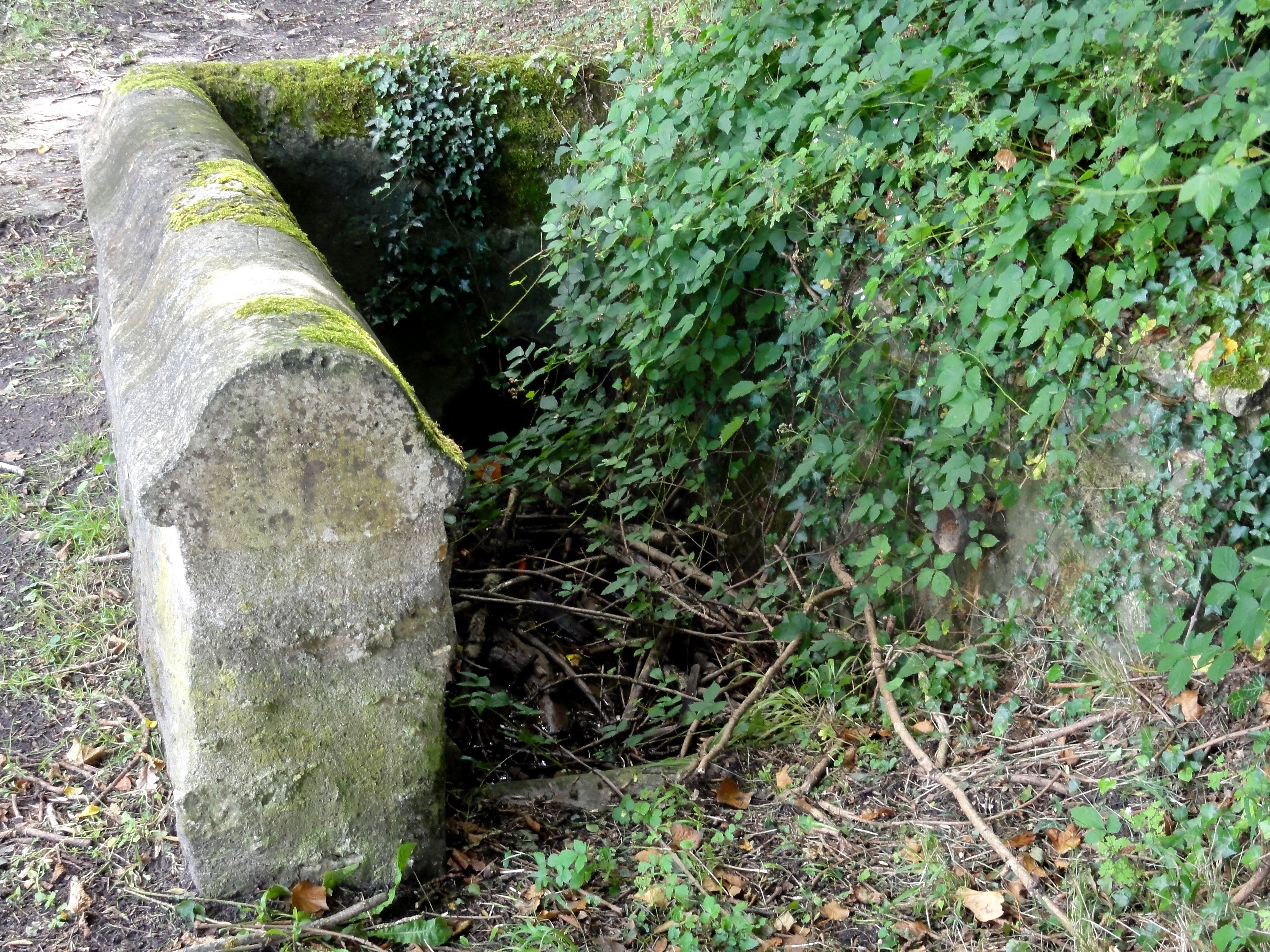
Source avec bassin.
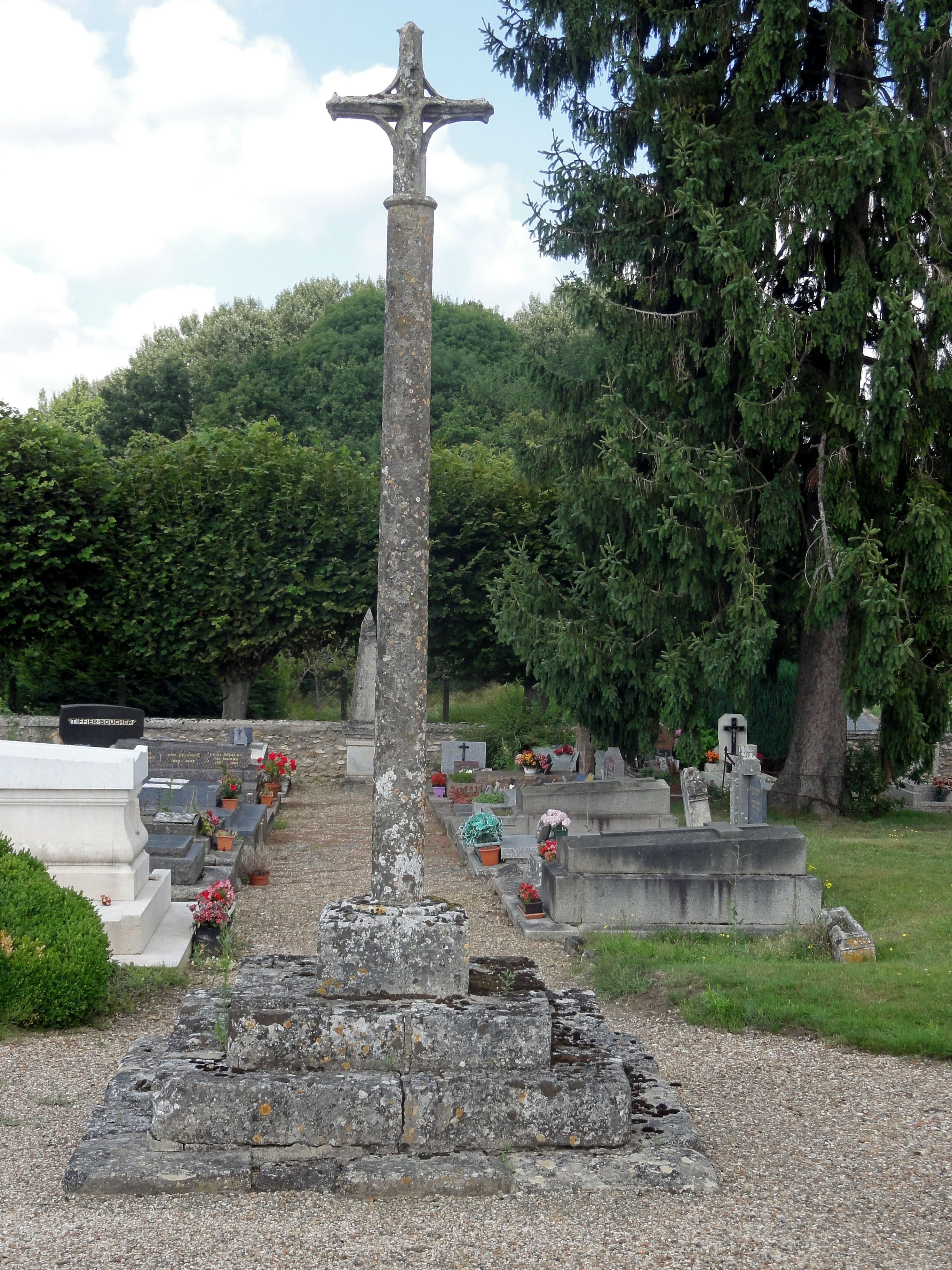
Croix de cimetière.
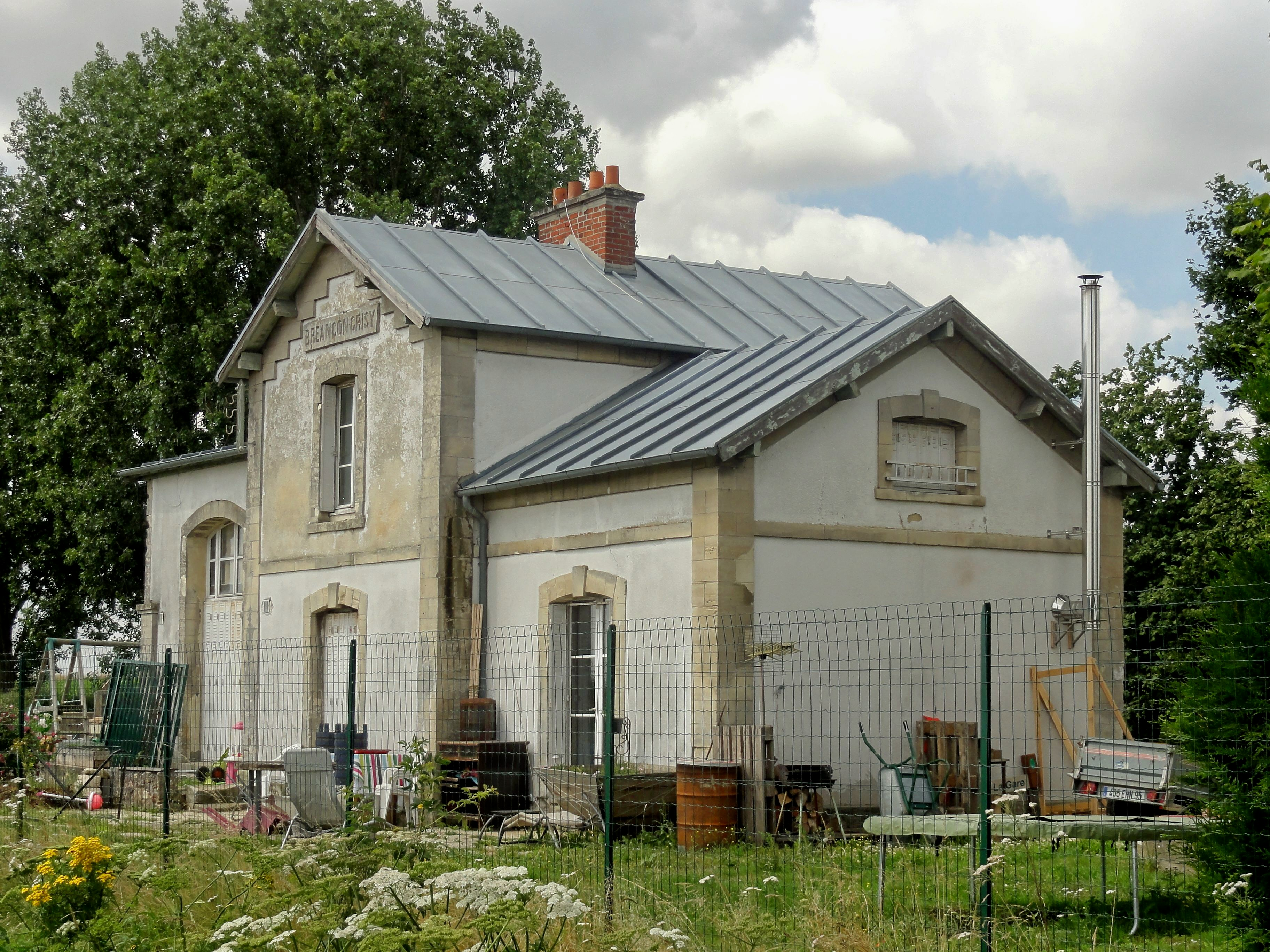
Ancienne gare.
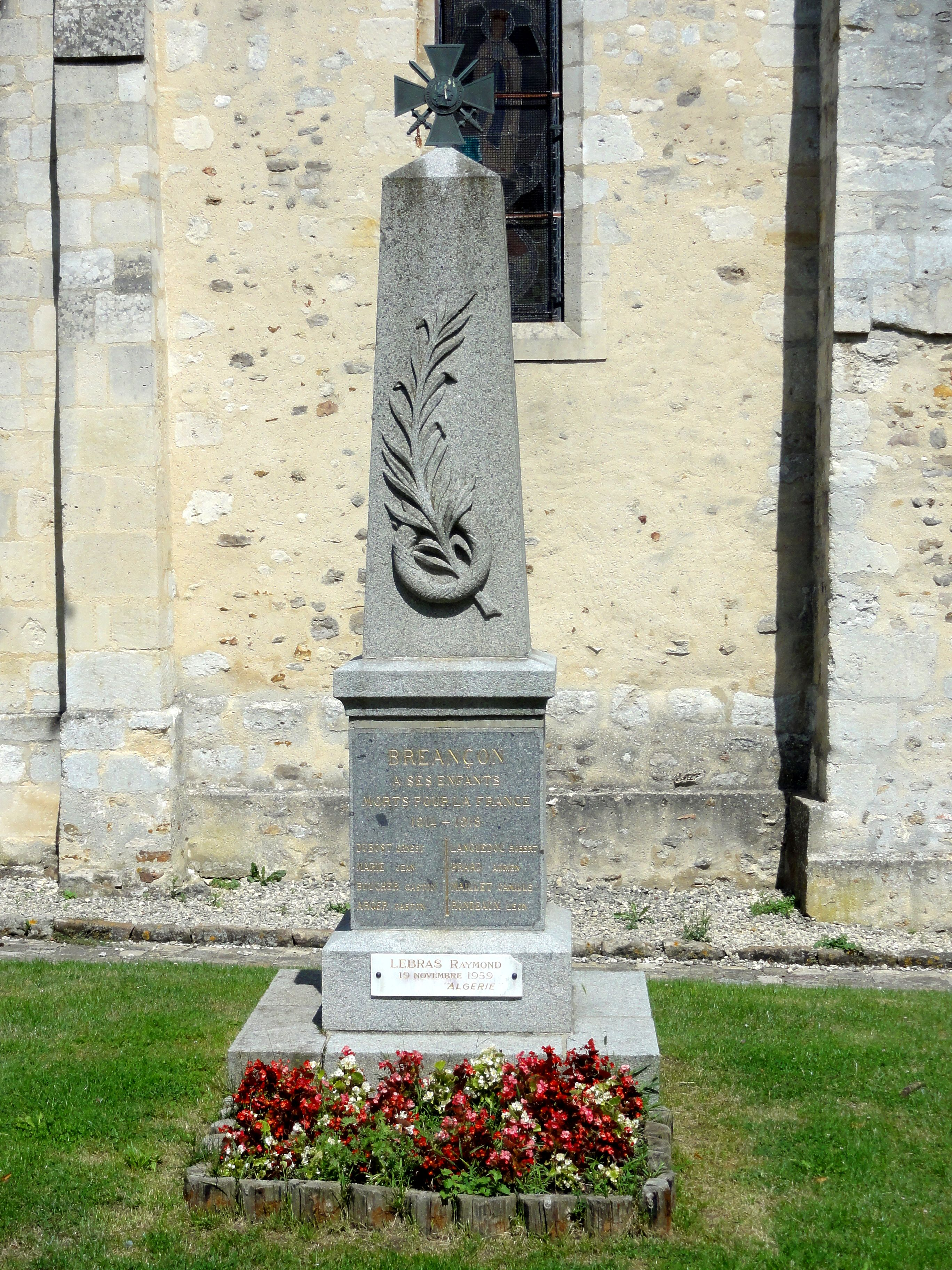
Monument aux morts, près de l'église.

### Bréançon au cinéma et à la télévision
Bréançon a servi de lieu de tournage à plusieurs films ; parmi ceux-ci, on peut citer :
- 1980 : Une Robe noire pour un tueur de José Giovanni[26] ;
- 1980 : Inspecteur la Bavure de Claude Zidi[27] ;
- 1982 : Le Choc de Robin Davis[26].

### Personnalités liées à la commune
- La seigneurie de Bréançon appartient en 1759 au marquis de Gouy, maréchal de camp des armées du roi, et lieutenant général d'Île-de-France.

## Héraldique
| Blason de Bréançon | Blason  | Parti: au 1er de sinople à la gerbe de blé d'or liée de gueules, au 2e d'argent à l'aigle bicéphale de sable; le tout sommé d'un chef d'azur semé de fleurs de lis d'or et au lambel d'hermine. |
| Blason de Bréançon | Détails | Le statut officiel du blason reste à déterminer. |